# Maria av Portugal (1527–1545)
Maria Manuela av Portugal, född den 15 oktober 1527 i Coimbra, död den 12 augusti 1545 i Valladolid, var en spansk kronprinsessa; första maka till den framtida kung Filip II av Spanien. Hon var Portugals tronarvinge som barn 1527–1531.

## Biografi
Maria var dotter till kung Johan III av Portugal och drottning Katarina av Österrike. Hon var Portugals tronarvinge mellan 1527 och 1531; från sin födelse fram till sin yngre bror Manuels födelse.
Maria Manuela gifte sig i Salamanca 14 november 1543 med sin dubbelkusin, Spaniens tronföljare prins Filip av Asturien. Äktenskapet hade föreslagits redan under hennes barndom. Sedan Spaniens kung hade misslyckats arrangera ett äktenskap mellan sin son och Johanna III av Navarra och Margareta av Frankrike återupptogs förhandlingarna mellan Spanien och Portugal. Äktenskapskontraktet undertecknades slutligen 1 december 1542. Bröllopet har beskrivits utförligt som ett för den tiden ovanligt påkostat och långvarigt arrangemang. Dess utformning var föremål för långdragna förhandlingar och tvister mellan hoven.
Efter vigseln besökte paret Filips mormor, Johanna den vansinniga i Tordesillas, som skall ha varit glad att få träffa dem. Komplikationerna kring bröllopets utformning följdes av konflikter och långdragna förhandlingar kring hur hennes hushåll skulle utformas och vilka personer som skulle utses till vilka ämbeten i hennes hovpersonal. 
Maria Manuela placerades genast under hård press att producera en tronarvinge. Hon utsattes för flera medicinska behandlingar tänkta att påskynda hennes fysiska utveckling och gynna fertilitet.  
Maria av Portugal dog i barnsäng efter en lång och svår förlossning vid födseln av Don Carlos av Spanien 12 augusti 1545. 